# Getoar Selimi

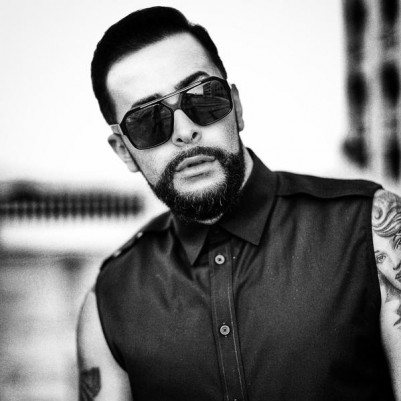
Getoar Selimi, 2016

Getoar Selimi (Künstlername: Ghetto Geasy oder Geti; * 6. Juli 1982 in Priština) ist ein albanischer Rapper und Songwriter. Er ist Mitglied des Rap-Duos Tingulli Trent, mit dem er einen hohen Bekanntheitsgrad im albanischen Raum und in der albanischen Diaspora erlangte. Außerdem gründete er das Label Babastars. Selimi gehört zu den populärsten und einflussreichsten Musikern im albanischen Raum und ist mit der albanischen Moderatorin Marina Vjollca verheiratet.

## Werdegang
Getoar Selimi wurde im Jahr 1982 in der jugoslawischen Stadt Prishtina (heute Kosovo) geboren. Im Alter von 12 Jahren fing er an, seine ersten Lieder aufzunehmen. 1996 bildete Getoar mit Jeton Tepusha und Besa Gashi die Band Tingulli 3 (deutsch: "die drei Töne"). Nach zwei veröffentlichten Singles beendeten sie jedoch die Zusammenarbeit. Daraufhin kam Agon Sylejmani alias Big Zig jetzt (Agon Amiga) zur Gruppe hinzu. Vorerst änderten sie den Namen noch nicht, doch später setzte sich der Name Tingulli Trent (deutsch: "verrückte Töne/Geräusche") durch, der dem alten sehr ähnelt. 1998 bilde er einen Hip-Hop-Clan namens Kosova Out Laëz Clan. Als Mitglied von Tingulli Trent arbeitete er mit vielen bekannten albanischen  Musikern, wie Etno Engjujt oder Hilja e jetes zusammen. Im Jahr 2010 gründete Selimi das sehr erfolgreiche Label Babastars, bei dem unter anderem Rapper Cozman und Skivi unter Vertrag stehen. Selimi schrieb Songtexte für bekannte Musiker wie Tuna oder Leonora Jakupi.

## Diskographie

### Alben
- Prishtina fucking City
- AL BOOMi i 2TE
- I 3NT
- BABES
- Pika per vesh
- Ma i madhi n'ven

### Singles & Albumtracks
als alleinwirkender Interpret
- N'prishtinë
- Ma i madhi n'ven II
- E nxonme
- Birthday

als Mitglied von Tingulli Trent
- 1 Splif Mas Koncertit
- 1 Splif Mas Koncertit (Remix)
- 1 Tim është Ushqim
- 100% T`Trent
- 4 All Bitchiz’
- A E Din Se (Feat. Skillz)
- Ana Majt Ana Djatht
- Ani Ani Syn (Feat. Flori Mumajesi)
- Babës
- Bal 3d
- Dashuria Në Gangsta
- Doni Te Na Shihni Poshte (Feat. Arta Bajrami & Danny Boy)
- Drog Per Vesh (Feat. K-Master)
- Drogiratu Me Mu
- G Funk Geloxia
- Gjith Vs Asnihere
- Hajdeni Qika Shqiptare
- High (feat. Babastars)
- High II (feat. Babastars)
- I Kom (Feat. Ermal Fejzullahu)
- I Trent (Feat. Fatime Kosumi)
- Interlude (pa Dyshim)
- Interlude 1 (alboomi I 2-te)
- Interlude 2 (alboomi I 2-te)
- Intro (alboomi I 2-te)
- Intro (allah Is Only)
- Intro (babes) (Feat. Real1)
- Intro (i 3nt)
- Intro (ma I Madhi N'ven)
- Jam I Shtrenjte
- Jasha
- Jemi Qita (Feat. Real 1, Don Pizhi & Lyrical Son)
- Kadal-dal, Shpejt E Shpejt (Feat. Ritmi I Rrugës & Vullnet Sefaja)
- Kalle Sonte
- Kallxom Ku Arrite (feat. Altuna Sejdiu)
- Kariera (interlude)
- Kishe Une Bukuroshe
- Kishe Une P*dh (erotic Version)
- Klithma
- Koha Jone
- Kur Na Vina n’Club (Pooo) (Feat. Real 1 & DJ Blunt)
- Little Mommy (Feat. Stine)
- Llokum Me Arra
- Loçkat E Mia
- Ma I Madhi Nven
- Ma I Madhi Nven (hip-hop Version)
- Me Merr (Feat. Soni Malaj)
- Mix 1 (Feat. Kaos, Memli & Viagra)
- Mix 2 (Feat. Real 1, Don Pizhi & Lyrical Son)
- Mix 3 (Feat. Mc Kresha, Bim Bimma & Skillz)
- Mix 4 (Feat. Trakla, Da Ghost, Gentz & Big Basta)
- Mustafa
- Muzika Jon (Feat. Nora Istrefi)
- Muzika Ka Shume Vler
- N'club
- Na E Bojna Nice (Feat. Lyrical Son)
- Next 4 All Bitchez
- Nga Rruga E Lindjes
- Njeri Serioz
- Outro (alboomi I 2-te)
- Outro (na Jem) (Feat. Viagra & Mc Mimo)
- Outro (prishtina Fuckin´ City)
- Per Ata 1
- Pika Per Vesh
- Po Shihet Ashiqare (Diss Unikkatil) (Feat. K-Master & Da Ghost)
- Po T'shoh Permas
- Prishtina ****In City
- Pse Po Thu
- Pse Tingulli 3 Qka
- Qika Krejt Durt Nalt (Feat. Vesa & Teuta)
- Sa Bythen E Mire (Feat. Ciljeta)
- Se Kom Për Veti
- Shum Loj Një Lloj (Feat. Viagra)
- Shum Shtir Shum Leht
- Shut Goll (Feat. Kaos)
- Si 90%shqiptar
- Skit (muzika Babes)
- Successful
- Superstar (Feat. Patrick Brizard)
- T2 (Feat. Elvana Gjata)
- Tingulli 3nt - That's It (Feat. Newporn)
- Unë E Boj
- Veq Style
- Veri
- Vesa (Feat. Ermal Fejzullahu)

als mitwirkender Interpret:
- Dj Blunt & Getoar Selimi - A Po Don Kesh
- Nora Istrefi & Getoar Selimi - Nuk Dua
- Tuna - MMV (Feat. Getoar Selimi)
- Qendrim Pllana - Deri Sa T'jetoj (Feat. Geti)
- Tuna - Fenix (Remix) (Feat. Cozman & Getoar Selimi)
- Qendrim Pllana - Ti Je E Veqant (Feat. Geti)
- Hija Jetes - Krejt Maniak Jam (Feat. Tingulli 3nt)
- Dafina Zeqiri - D&g (Feat. Getoar Selimi)
- Don Pizhi - E Di Une Zemer (Feat. Geti)
- Etno Engjujt - Dua Të Jetoj Më Mirë (Feat. Tingulli 3nt)
- 2po2 - Prishtinali Jom (Feat. Tingulli 3nt)
- Stine - Little Mommy (Feat. Tingulli 3Nt)
- Flori - Baby (Nje Here Ne Jete) (Feat. Getoar Selimi)
- Adelina Ismaili - Me Kosove Luhet Komore (Feat. Tingulli 3Nt)
- Etno Engjujt - K.Ol.C Dhe Ghetto (Feat. Tingulli 3nt)

| Personendaten    | Personendaten                     |
| ---------------- | --------------------------------- |
| NAME             | Selimi, Getoar                    |
| ALTERNATIVNAMEN  | Ghetto Geasy; Geti                |
| KURZBESCHREIBUNG | albanischer Rapper und Songwriter |
| GEBURTSDATUM     | 6. Juli 1982                      |
| GEBURTSORT       | Priština                          |